# Acrosyntaxis angustipennis
Acrosyntaxis angustipennis is een vlinder uit de familie dominomotten (Autostichidae). De wetenschappelijke naam van de soort is voor het eerst geldig gepubliceerd in 1927 door Rebel.